# Villanière
Villanière – miejscowość i gmina we Francji, w regionie Oksytania, w departamencie Aude.
Według danych na rok 1990 gminę zamieszkiwały 133 osoby, a gęstość zaludnienia wynosiła 19 osób/km² (wśród 1545 gmin Langwedocji-Roussillon Villanière plasuje się na 770. miejscu pod względem liczby ludności, natomiast pod względem powierzchni na miejscu 901.).